# ラット・パトロール
ラット・パトロール（砂漠鬼部隊）（ラット・パトロール(さばくおにぶたい)　The Rat Patrol）は、1966年-1968年に米国ABC放送から2シーズンが放映された戦争アクション・テレビドラマ。全58話。

## 概要
第二次大戦中のアフリカ戦線を舞台に、トロイ軍曹率いる連合軍特殊部隊『ラット・パトロール』のメンバー4人が重機関銃を装備した2台のジープへ分乗して、ディートリッヒ大尉率いるドイツ軍機甲部隊を相手に大活躍をする痛快戦争アクション・テレビドラマ。1966年から2年に渡り放送され、50年以上経った現在でも世界中で愛され、人気の衰えない、人を殺す直接的なシーンは映さないテレビ番組である。
日本でも同年に第1シーズンの32話を日本テレビ系で（武田薬品工業一社提供）、続く第2シーズンの26話はタイトルを『砂漠鬼部隊』へ改題してNETテレビ（日本教育テレビ、現テレビ朝日）系で放映された。吹替配役も第1シーズンと第2シーズンで異なる。シリアスな60分ドラマの『コンバット!』と比べると放送時間が30分と短く、話のテンポがスピーディーであったのが人気の一要因だった。
ほとんどがスペインでの野外撮影であったが、砂嵐による眼の疲労やジープの故障、出演者たちの事故や負傷、飲料水による赤痢の発病など撮影中のアクシデントが多発し、最終的にはロサンジェルスのスタジオとメキシコ北西部で撮影をしている。そのスペインでの撮影では使用しているプロップガンがスペイン製のスターZ-45サブマシンガンを用いるなど銃器が時代考証に沿っていなかったが、ロサンジェルス撮影ではそれらを改善しアメリカ製のトンプソンM1928A1へ変更している(トンプソンM1/M1A1と紹介されることもあるが、劇中で使用しているプロップガンはボルトがアッパーレシーバーの上部についているので間違いである)。また後半以降のエピソードはスタジオ・セットや屋外オープン・セットでの撮影が主流になり、砂漠を走りまわるシーンは過去のフィルムを使いまわすことが多くなった。

## 登場人物
- サム・トロイ軍曹：片側を織り上げたテンガロン・ハットがトレード・マークのラット・パトロールのリーダー。
- ジャック・モフィット軍曹[注 1]：イギリス第8軍第2師団スコットランド連隊所属、博士号を持つ考古学者。
- マーク・T・ヒッチコック一等兵：良家のおぼっちゃま育ちで、本国アメリカの名門大学を卒業。
- タリー・ペティグルー二等兵：運転技術に長けた人物で、本国では密造酒の運び屋をしていた。
- ハンス・ディートリッヒ大尉：ドイツ軍機甲部隊の将校、ラット・パトロールとは敵同士でありながら奇妙な友情関係もある。

## スタッフ
- 原作：トム・グリーズ
- 製作：ジョン・エプスタイン
- 製作総指揮：リー・リッチ / トム・グリーズ
- 監督：トム・グリーズ / リー・H・カッツィン / ジョン・ペイサー他
- 音楽：ドミニク・フロンティア

## 出演者 / 吹き替え
| 配役                          | 俳優                     | 日本語吹替                  | 日本語吹替                 | 日本語吹替                |
| 配役                          | 俳優                     | 第1シーズン（日本テレビ系） | 第2シーズン（NETテレビ系） | 要塞攻略戦（NETテレビ系） |
| ----------------------------- | ------------------------ | --------------------------- | -------------------------- | ------------------------- |
| サム・トロイ軍曹              | クリストファー・ジョージ | 金内吉男                    | 小林昭二                   | 納谷悟朗                  |
| ジャック・モフィット軍曹      | ゲイリー・レイモンド     | 田口計                      | 広川太一郎                 | 広川太一郎                |
| マーク・T・ヒッチコック一等兵 | ローレンス・P・ケイシー  | 仲村秀生                    | 野沢那智                   | 井上真樹夫                |
| タリー・ペティグルー二等兵    | ジャスティン・タール     | 愛川欽也                    | 堀勝之祐                   | 堀勝之祐                  |
| ハンス・ディートリッヒ大尉    | ハンス・グデガスト       | 家弓家正                    | 納谷悟朗                   | ー                        |
| アンリィーの娘 マリアンヌ     | クロディーヌ・ロンジェ   | ？                          | ー                         | 鈴木弘子                  |
| 連合軍総司令部 レイノルズ大佐 | ハリー・ランダース       | ？                          | ー                         | 羽佐間道夫                |

## 放送リスト（米国放映順）
オリジナルのエピソードタイトルは全て『Raid(攻撃、突撃)』で統一しており、日本でも第1シーズンのエピソードタイトルは『作戦』で統一されたが、第2シーズン以降は(放送局が代わった為か)省かれている。
《第1シーズン(1966-1967)　ラット・パトロール　全32話》
- 第01話 サハラ砂漠ぶっとばし作戦（The Chase of Fire Raid）パイロット・エピソード
- 第02話 麻酔薬爆弾作戦（The Life Against Death Raid）
- 第03話 敵陣乗っ取り作戦（The Wildest Raid of All）
- 第04話 午後0時00分作戦（The Kill or Be Killed Raid）
- 第05話 オアシス爆破作戦（The Chain of Death Raid）
- 第06話 暁の奇襲作戦（The Do or Die Raid）
- 第07話 盲目の脱出作戦（The Blind Man's Bluff Raid）
- 第08話 壮烈火炎ビン作戦（The Fatal Chase Raid）
- 第09話 花火玉作戦（The Blow Sky High Raid）
- 第10話 廃墟の銃撃作戦（The Moment of Truce Raid）
- 第11話 捕虜奪回作戦（The Deadly Double Raid）
- 第12話 砂漠の反逆者（The Gun Runner Raid）
- 第13話 灯台奇襲作戦（The Lighthouse Raid）
- 第14話 殴り込み救出作戦（The Dare-Devil Rescue Raid）
- 第15話 暁の大脱走作戦(第1部)（The Last Harbor Raid: Part 1）
- 第16話 暁の大脱走作戦(第2部)（The Last Harbor Raid: Part 2）
- 第17話 暁の大脱走作戦(第3部)（The Last Harbor Raid: Part 3）
- 第18話 疾風オートレース作戦（The One That Got Away Raid）
- 第19話 パパは何でも知っている作戦（Two for One Raid）
- 第20話 放送局乗っ取り作戦（The Last Chance Raid）
- 第21話 B型血液強奪作戦（The B Negative Raid）
- 第22話 野獣・生け捕り作戦（The Exhibit A Raid）
- 第23話 "聖者の行進"作戦（The Holy War Raid）
- 第24話 危機一髪・もぐら作戦（The Two Against Time Raid）
- 第25話 スパイ掃討作戦（The Wild Goose Raid）
- 第26話 放射能追跡作戦（The Bring 'Em Back Alive Raid）
- 第27話 忍者部隊せん滅作戦（Take Me to Your Leader Raid）
- 第28話 肉弾いちかばちか作戦（The Double or Nothing Raid）
- 第29話 追跡砂嵐作戦（The Hour Glass Raid）
- 第30話 白仮面おとぼけ作戦（Mask-a-Raid）
- 第31話 地獄の吹っとばし作戦（The Fire and Brimstone Raid）
- 第32話 レーダー基地爆破作戦（The Delilah Raid）
 《第2シーズン(1967-1968)　砂漠鬼部隊　全26話》

- 第33話 激突のサハラ攻撃戦（The Truce at Aburah Raid）
- 第34話 機密地図と死のオアシス（The David and Goliath Raid）
- 第35話 軍用列車大爆破（The Trial by Fire Raid）
- 第36話 戦車奇襲攻撃（The Darers Go First Raid）
- 第37話 なんじの敵を愛せよ（The Love Thine Enemy Raid）
- 第38話 ダイヤモンドは誰の手に（The Darkest Raid）
- 第39話 呪いの星（The Death Do Us Part Raid）
- 第40話 死のヒットソング（The Do-Re-Mi Raid）
- 第41話 奪われた爆弾（The Kingdom Come Raid）
- 第42話 誘拐された少年（The Hide and Go Seek Raid）
- 第43話 黒い血液（The Violent Truce Raid）
- 第44話 恐怖の地下室（The Life for a Life Raid）
- 第45話 亡命将校の末路（The Fifth Wheel Raid）
- 第46話 戦車を沈めろ（The Two if by Sea Raid）
- 第47話 機密写真と少年（The Street Urchin Raid）
- 第48話 炎のパイプライン（The Pipeline to Disaster Raid）
- 第49話 敵をあざむけ（The Boomerang Raid）
- 第50話 戦火の中の再会（The Fatal Reunion Raid）
- 第51話 狂った親衛隊（The Decoy Raid）
- 第52話 時限爆弾をさがせ（The Touch-and-Go Raid）
- 第53話 地雷を抱く男（The Field of Death Raid）
- 第54話 レジスタンスの若者たち（The Double Jeopardy Raid）
- 第55話 暁の総攻撃（The Hickory Dickory Dock Rai
- d）
- 第56話 マイクロフィルムを探せ（The Tug Of War Raid）
- 第57話 みな殺しの情報（The Never Say Die Raid）
- 第58話 狙撃兵と将軍（The Kill at Koorlea Raid）
 《アメリカでの放送》

第1シーズン　1966年09月12日 - 1967年05月01日
第2シーズン　1967年09月11日 - 1968年03月18日

## 日本での放送時間
放送時間はすべて日本標準時。
ラット・パトロール（日本テレビ）
1966年12月03日 - 1967年04月29日：土曜 21:00 - 21:30
1967年05月06日 - 1967年10月07日：土曜 19:30 - 20:00
※『九ちゃん!』との枠交換のため。なお終了後は再び『九ちゃん!』がこの枠に戻った。
砂漠鬼部隊（NETテレビ）
1968年10月03日 - 1969年03月27日：木曜 21:30 - 22:00
要塞攻略戦（NETテレビ/テレビ朝日）(第1シーズンの3エピソードを再編集して映画化したもの)
1973年03月31日　土曜映画劇場　　：土曜 21:00 - 22:25
1975年09月06日　土曜映画劇場　　：土曜 21:00 - 22:24
映画『要塞攻略戦』は、TVシリーズ第1シーズンの3エピソードを再編集して映画化したもの。同じ場面でもTVシリーズでは正面からのショットに対し、映画版では背面から捉える等カメラのアングルが微妙に異なるシーンがある。
| 日本テレビ系列 土曜21:00 - 21:30枠    | 日本テレビ系列 土曜21:00 - 21:30枠                                     | 日本テレビ系列 土曜21:00 - 21:30枠                         |
| 前番組                                | 番組名                                                                 | 次番組                                                     |
| ------------------------------------- | ---------------------------------------------------------------------- | ---------------------------------------------------------- |
| 吉永小百合ショー                      | ラット・パトロール （1966年12月3日 - 1967年4月29日）                   | 九ちゃん! 【枠交換で土曜19:30より移動】                    |
| 日本テレビ系列 土曜19:30 - 20:00枠    |                                                                        |                                                            |
| 九ちゃん! 【枠交換で土曜21:00に移動】 | ラット・パトロール （1967年5月6日 - 同年10月7日） 【当番組のみドラマ】 | 九ちゃん! 【再び土曜21:00より移動】                        |
| NETテレビ系列 木曜21:30 - 22:00枠     |                                                                        |                                                            |
| ばってら 【毎日放送制作】             | 砂漠鬼部隊 （1968年10月3日 - 1969年3月27日）                           | 頑張れ!かあちゃん ※21:00 - 21:56ANNニュース ※21:56 - 22:00 |

※70年代以降の東京12チャンネル（現：テレビ東京）、TBS、スーパー!ドラマTVなどでの再放送時は、タイトルを『ラット・パトロール』へ統一して放送されている。
| 東京12チャンネル 月曜22:30 - 22:54枠 | 東京12チャンネル 月曜22:30 - 22:54枠                | 東京12チャンネル 月曜22:30 - 22:54枠 |
| 前番組                               | 番組名                                              | 次番組                               |
| ------------------------------------ | --------------------------------------------------- | ------------------------------------ |
| 熱血弁護士カズ ※22:00 - 22:54        | ラット・パトロール （1980年8月4日 - 同年9月22日）   | 走れサラブレッド ※22:30 - 23:00      |
| 東京12チャンネル 平日17:00 - 17:30枠 |                                                     |                                      |
| 映画枠 ※16:00 - 17:30                | ラット・パトロール （1980年10月1日 - 同年11月21日） | 純愛山河 愛と誠 （再）               |

## その他
- 第1シーズンの第27話『忍者部隊せん滅作戦』の撮影中にジープが横転し、トロイ軍曹を演じたクリストファー・ジョージがジープの下敷きになり、心挫傷を含む複数の怪我を負う事故が起こった。さらにモフィット軍曹役のゲイリー・レイモンドはジープから投げ出されて足首を骨折、ペティグルー二等兵役のジャスティン・タールもジープの下敷きになったが、腕を痛めただけで済んだ。その時ヒッチコック一等兵役のローレンス・P・ケイシーは、カメラの後ろでそのシーンを見ていた。この時の負傷が、1983年のクリストファー・ジョージの死に影響したと後日語られている。[2]

- 第1シーズンの第15話～第17話『暁の大脱走作戦』第1部・第2部・第3部は、再編集されて『要塞攻略戦』のタイトルで1968年に海外で劇場公開された。『ラット・パトロール』のメンバー4人が連合軍の捕虜を救出する潜入スパイ活動の話で、従来の『ラット・パトロール』の持ち味である砂漠の戦闘シーンがない為、公開時の評判は良くなかった。またこのエピソードには、ローレンス・P・ケイシーが演じるヒッチコック一等兵(ヒッチ)の哀しいロマンスが組み込まれている。ロマンスの相手を演じるのは、フランス出身の歌手であり女優であるクロディーヌ・ロンジェ（ユナイテッド・アーティスツ）。上映時間80分。

- 『ラット・パトロール』のメンバーは基本的に全58エピソード全てに出演しているのだが、第2シーズンの後半いくつかのエピソードでタリー・ペティグルー二等兵役のジャスティン・タールは一時的にレギュラーから外れており、彼のみ54エピソードの出演であった。タリーの不在を補うのは3人の異なるキャラクターで、交代で臨時のメンバーを演じた。

- - 第50話 戦火の中の再会-アンディ (Mac McLaughlin)
  - 第53話 地雷を抱く男-ピーターソン (Darwin Joston)
  - 第54話 レジスタンスの若者たち-アンディ (Mac McLaughlin)
  - 第56話 マイクロフィルムを探せ-ボー・ランドール (Bo Hopkins)
  - ※吹替は全て堀勝之祐

- ハンス・ディートリッヒ大尉を演じたドイツ人俳優のハンス・グデガストは、1970年に『地球爆破作戦』の役を演じるために名前を変更した。彼は故郷ドイツのブレデンベックへのオマージュから本名のハンス・グデガストをエリック・ブレーデンへと改名、その後もTVドラマや映画などで活躍した。1998年には、ドラマシリーズの主演男優賞でデイタイム・エミー賞を受賞している。

- オリジナルThe Rat Patrolのウィキペディアではマーク・T・ヒッチコック一等兵はCpl. Mark T. Hitchcock、タリー・ペティグルー二等兵はPFC. Tully Pettigrewと紹介されている。『Cpl(Corporal)』は『伍長』で、『PFC(Private First Class)』は『上等兵』である。これが正しい表記なのか、誤植なのかは不明。因みにサム・トロイ軍曹はSgt. Sam Troy、ジャック・モフィット軍曹はSgt. Jack Moffittと『三等軍曹』である『Sgt.(Sergeant)』のままで紹介されている。

## 映像ソフト
- 2005年7月に全エピソードを収録したDVD-BOXがポニーキャニオンより発売された。

放映当時の日本語吹替音声も収録されていたが、現在は廃盤となっている。
ラット・パトロール シーズンI DVDBOX　　　　　　　　 規格品番:PCBP-20070
ラット・パトロール ~砂漠鬼部隊~ シーズンII DVDBOX　規格品番:PCBP-20071
販売元:株式会社ポニーキャニオン（PONY CANYON INC.）
発売日:2005年07月06日
- 2021年7月と8月に全エピソードを収録したDVD-BOX2巻がアネックより再販された。

放映当時の日本語吹替音声も収録されたデジタルリマスター版で、ジャケットの絵柄やブックレット等若干の仕様変更はあるが、収録内容は以前のDVDBOXと同様。
ラット・パトロール シーズン1 DVDBOX　　　　　　　　規格品番:ANRB-22028
ラット・パトロール シーズン2 ~砂漠鬼部隊~ DVDBOX　規格品番:ANRB-22029
販売元:株式会社アネック
発売日:2021年07月21日（第1シーズン）
発売日:2021年08月21日（第2シーズン）

## サウンドトラック
- 2011年に米国『La-La Land Records』から『The Rat Patrol soundtrack album』が限定発売された。作曲はドミニク・フロンティア、45年の歳月を経て発表された。
- 2014年にはドミニク・フロンティアの残りの楽曲の他、当初音楽を担当する予定だったアレックス・ノースの未使用曲を含めた『The Rat Patrol:Volume2』が同レーベルから限定発売された。後半の8曲が第1話(パイロット)『サハラ砂漠ぶっとばし作戦』の為にアレックス・ノースが書き下ろした実際には使われなかった楽曲で、今回48年振りに発表された。[要出典]

- ドミニク・フロンティアは、サウンドトラック発表後の2017年12月21日にニューメキシコ州テスクで亡くなった。[要出典]

### The Rat Patrolsoundtrack album
1. The Rat Patrol Main Title 1:00
2. Another Day, Another Mission 1:11
3. Convoy 1:31
4. Desert Action 2:00
5. After That Man 1:15
6. Lost And Found 3:35
7. Desert Romance 2:49
8. Rats Sneak About 2:03
9. A Tight Spot 2:17
10. Do You Smell Something? 0:43
11. Time To Go 0:48
12. Night Maneuvers 3:02
13. Firefight 2:16
14. Desert Sun 0:29
15. Farewell/Ambushed 1:07
16. Burning Sun/Sniper 1:01
17. The Massacre 1:36
18. Germans On The Move 1:33
19. Rats On The Move 2:25
20. Breaking In And Searching 1:46
21. Rats On Patrol 1:25
22. Rats In Action 1:30
23. A Friend's Death 1:38
24. We Have A Job To Do! 1:15
25. Serious Discussion 2:22
26. Hand To Hand 1:14
27. Dirge 2:03
28. Rat Mission 1:47
29. Cat And Mouse 2:03
30. The Traitor 0:51
31. Tricked Into A Trap 0:26
32. Stalemate 1:47
33. Cut Off 0:34
34. Rats Have Some Fun 1:19
35. Floating Down 0:52
36. Foot Chase 1:13
37. Plans For Rats 1:15
38. In And Out Of Enemy Camp 1:53
39. We've Still Got A Job To Do 1:15
40. Planning The Attack 1:36
41. Getting Ready 5:10
42. Big Battle 2:58
43. Mission Accomplished 1:53
44. The Rat Patrol End Credits 1:37
45. Theme from The Rat Patrol 2:30

発売日:2011年01月18日

規格品番:LLLCD1155

レーベル:La-La Land Records

### The Rat Patrol: Volume 2
1. The Rat Patrol Overture 2:30
2. The Germans on the Move 1:51
3. Before the War 3:48
4. Our Man Hans/Rats on the Prowl 1:32
5. Belly Dancer Muzak 1:23
6. After the War 3:42
7. In and Out 1:23
8. Hans Checks for Rats/German Fall Out 1:41
9. That Tiny World (no strings) - vocal: Jack Jones 2:44
10. Quick Getaway From the Germans 1:32
11. Tank Column 1:56
12. In Love With a Rat 2:58
13. In and Out of Trouble 0:30
14. Lili Marlene - Norbert Schultze 1:54
15. Big Mean Germans 1:46
16. Here Comes Hans 0:45
17. The Showdown 1:40
18. Rats on Parade 2:01
19. Remembering an Old Friend 2:52
20. Rat Patrol Main Title (alt. take) 1:46
21. The Original Rat Patrol Theme 0:51
22. Our Heroes on Duty 0:36
23. Entering the Bar 0:27
24. Rat Chat 2:30
25. Honor and Duty 2:40
26. Germans Arrive/Let's Get Out of Here 1:14
27. Until Next Time/Finale 1:48
28. The Original Rat Patrol End Credits 0:55
29. Slow and Sexy Belly Dance 3:36
30. Fast Belly Dance 0:47
31. That Tiny World (record with strings) - vocal: Jack Jones 2:44
32. The Rat Patrol End Credits (Alt. Take) 0:38

Tracks 21-28 comprise Alex North's unused score for "The Chase Of Fire Raid."
発売日:2014年05月06日

規格品番:LLLCD1302

レーベル:La-La Land Records